# پریلوکی
پریلوکی (به روسی: Прилуки) شهری در استان چرنیهیو در کشور اوکراین واقع شده‌است. جمعیت این شهر ۵۲,۵۵۳ نفر (۲۰۲۱ تخمینی) است.

## نگارخانه

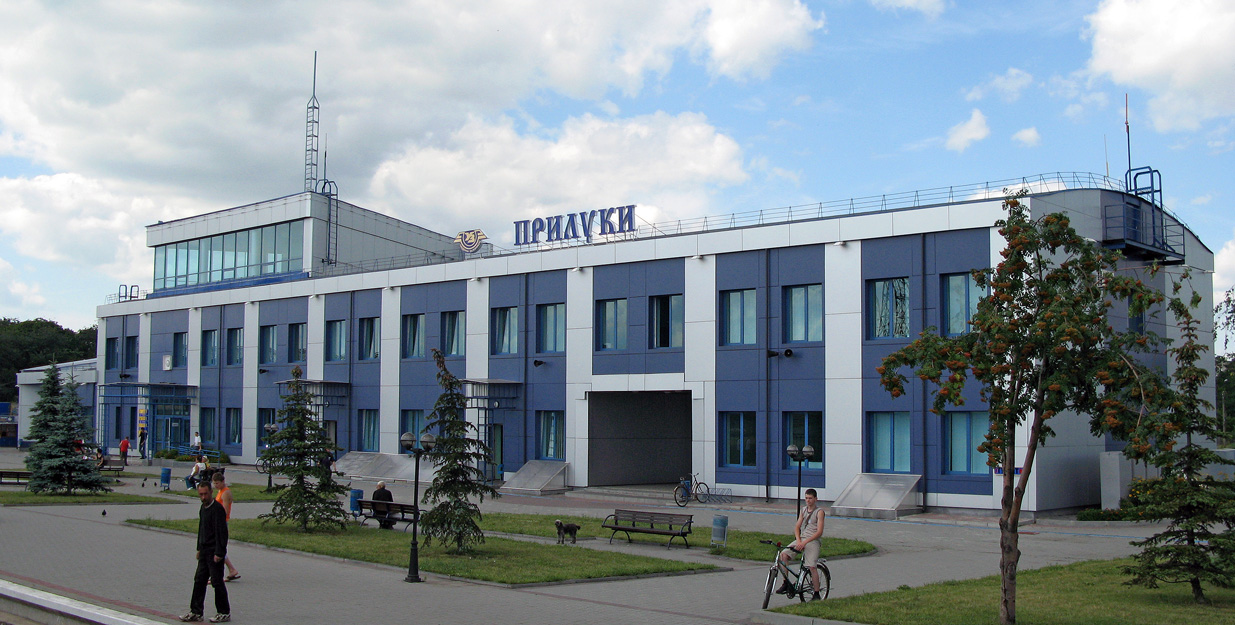
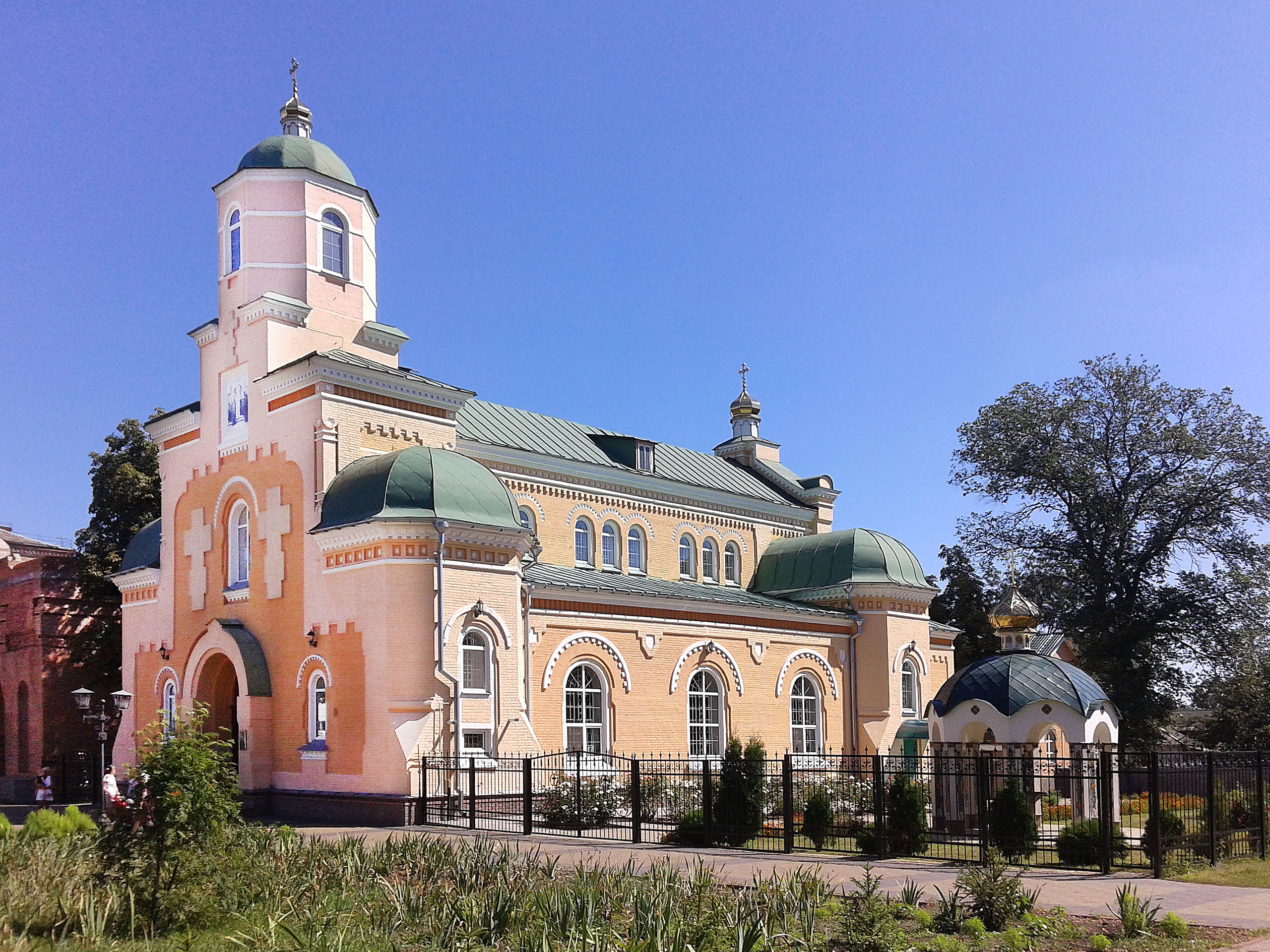
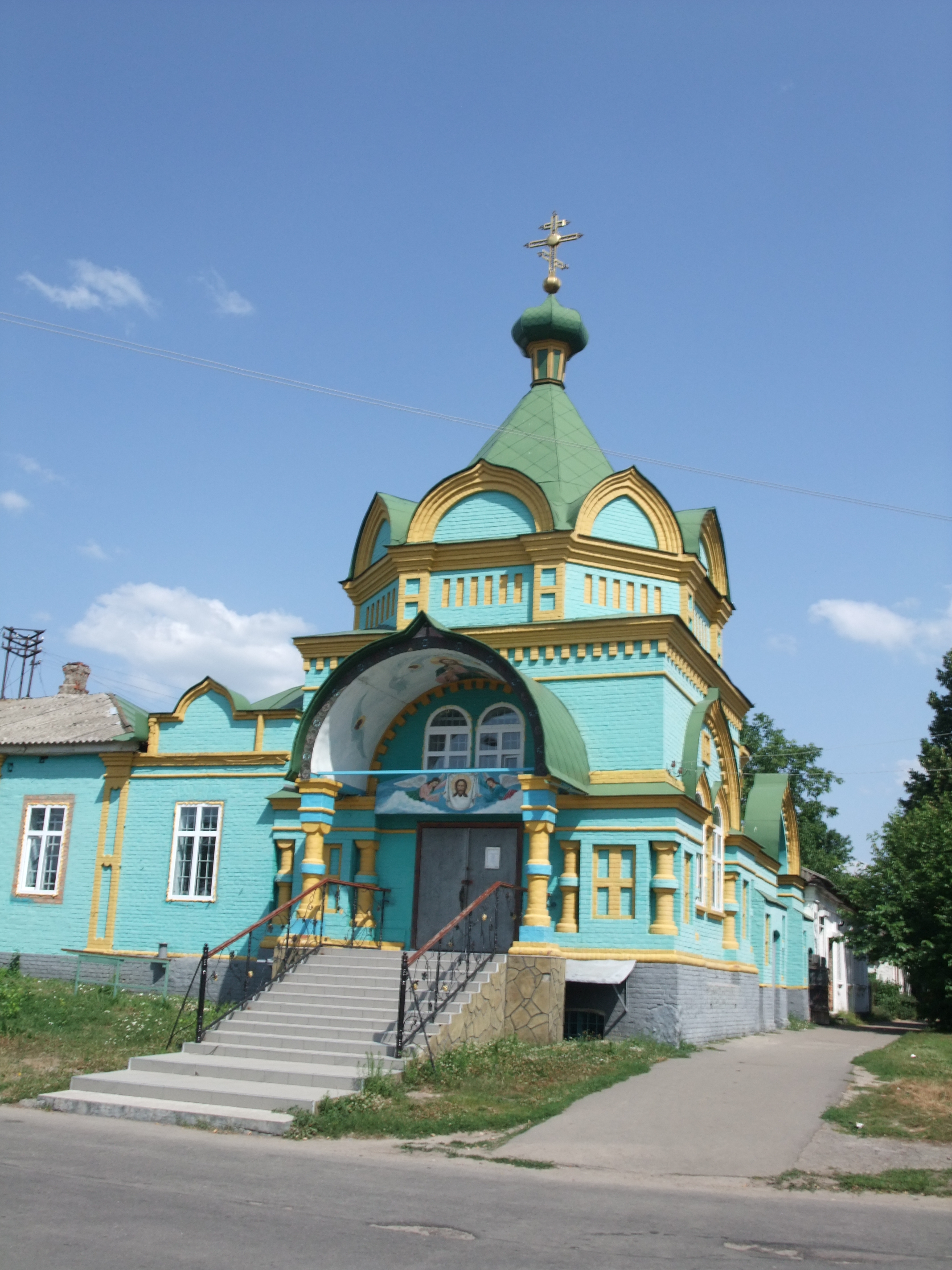
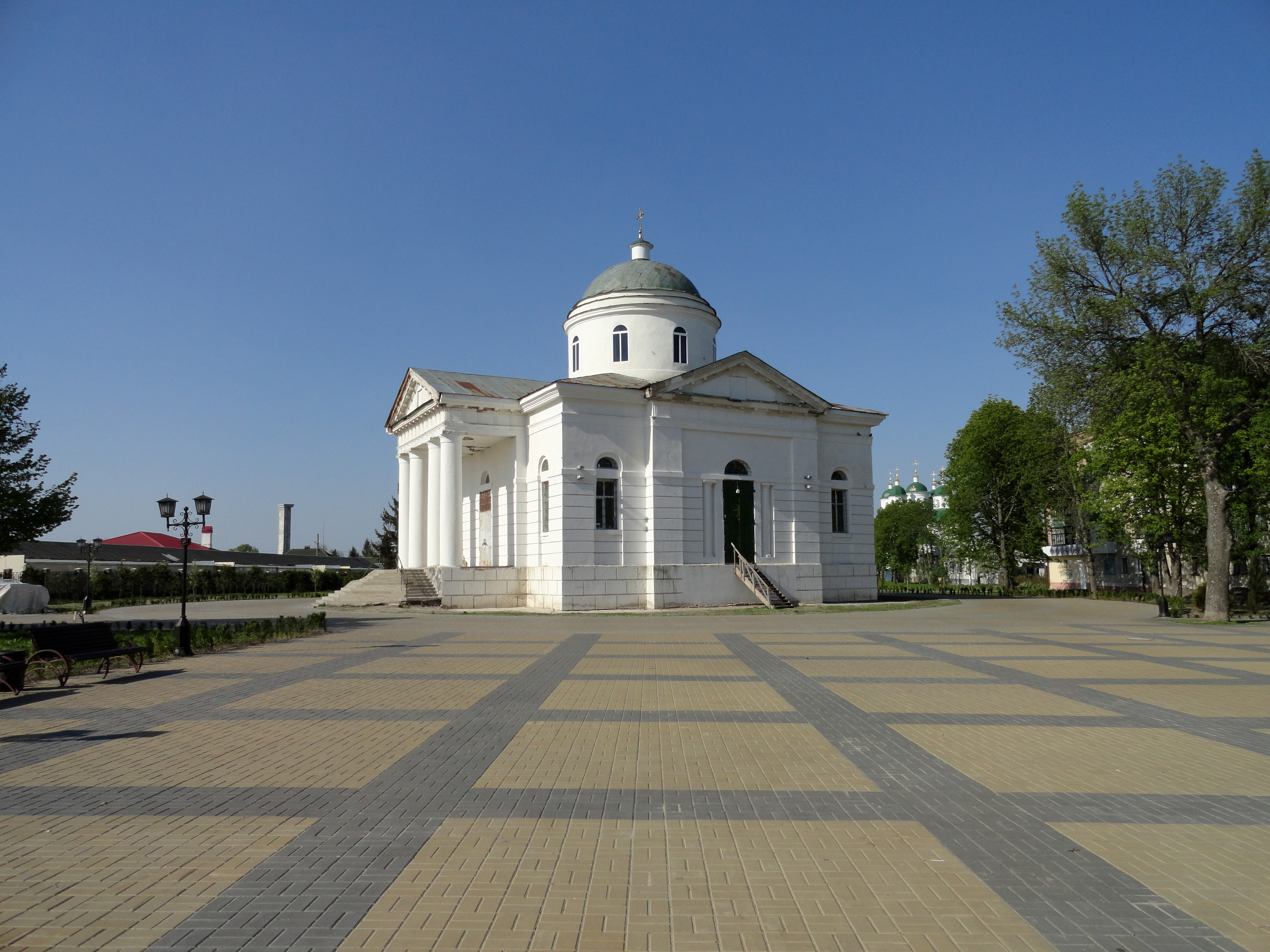
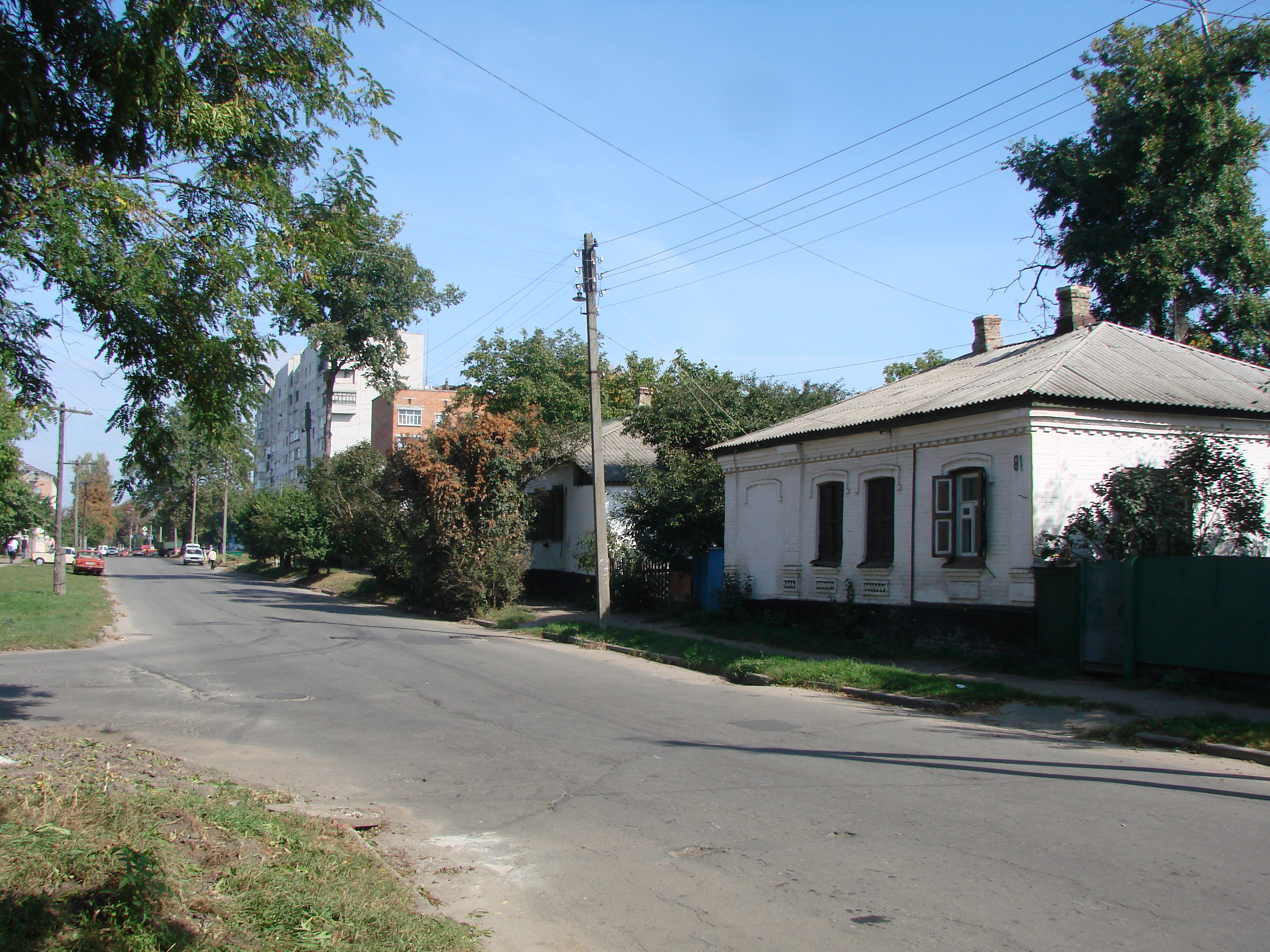
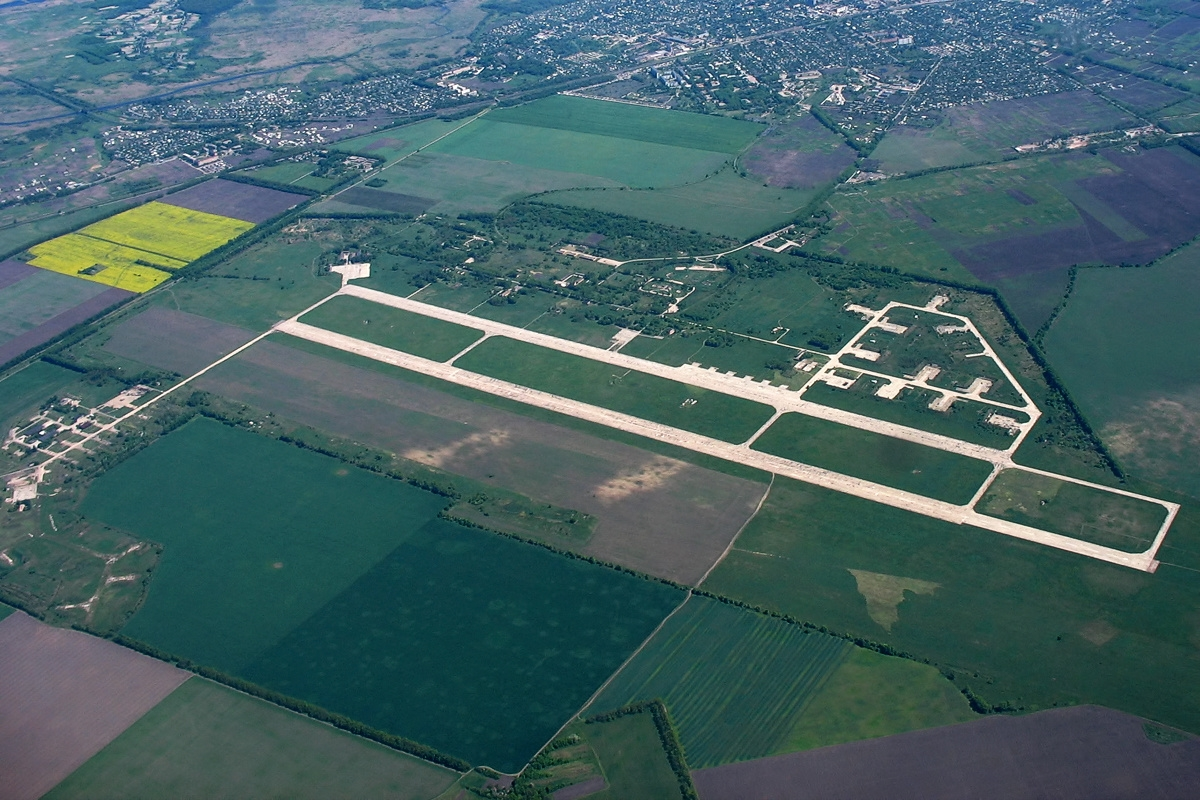